# Szerotonin
A szerotonin (5-hidroxitriptamin [angol: 5-hydroxy-tryptamine], rövidítve: 5-HT) egy monoamin neurotranszmitter, amit a központi idegrendszer szerotonerg neuronjai és a gyomor-bél rendszer enterokromaffin sejtjei állítanak elő.

## Magyarázat
Maurice M. Rapport, Arda Green és Irvine Page izolálta és nevezte el 1948-ban a latin serum (savó), a szanszkrit sarás (híg) és a görög tonosz (τόνος = feszítés, erőlködés) szóból.
A szerotoninnal kapcsolatos tudásunk meglehetősen hiányos, de úgy hisszük, hogy fontos szerepet játszik a testhőmérséklet, hangulat, hányinger, szexualitás, alvás, valamint az étvágy szabályozásában. Az alacsony szerotonin-szint minden bizonnyal közrejátszik a depresszió, migrén, fülzúgás, fibromyalgia (krónikus, egész testben szétterjedő fájdalom), bipoláris zavar, OCD, valamint idegi zavarok kialakulásában. Ha az agytörzsi neuronok, amelyek szerotonint (szerotonerg idegsejtek) állítanak elő, abnormálisan fejlődnek, fennáll a hirtelen csecsemőhalál (SIDS – Sudden Infant Death Syndrome) bekövetkezése – értelemszerűen csak csecsemőknél.

## Biokémia
A szerotonint főként a gyomor-bél rendszer állítja elő, nagyjából 90%-os elsőbbséggel, és legnagyobb része a vérlemezkékben és az agyban (főként a hipotalamuszban) tárolódik.
A triptofán nevű aminosavból jön létre, rövid metabolizációs folyamat révén, melyben két enzim vesz részt, név szerint a triptofán hidroxiláz (TPH) és a DOPA-dekarboxiláz (DDC). A TPH két formában létezik (TPH1, TPH2), és bizonyított, hogy kapcsolatban áll az idegességgel, depresszióval és a premenstruációs szindrómával (PMS).
Az orálisan és intravénásan bejuttatott szerotonin nem fejt ki közvetlen hatást a központi idegrendszerre, mivel nem jut át a vér-agy gáton. Azonban képes perifériás hatásokat okozni, például befolyásolhatja a szív- és érrendszert, a bélrendszert. Viszont a TPH és metabolitja, az 5-hidroxitriptofán (5-HTP), amiből a szerotonin (5-HT) létrejön, képes a közvetlen központi hatás kifejtésére.
Bomlástermékei közül az egyik az 5-hidroxiindolecetsav, mely a vizelettel távozik a testből. A szerotonin és az 5-HIAA bizonyos tumornál és ráknál extrém mértékben távozik a vizelettel, s így közvetetten alkalmas e betegségek teszteléséhez.

## Farmakológia
A szerotonin farmakológiája hihetetlenül komplex, és legalább 7 szerotoninreceptor családot ismerünk, melyek mind a test különböző részeiben helyezkednek el, és különböző válaszreakciókért felelnek. Mint a többi neurotranszmitternél, az 5-HT-nél is nehéz pontosan behatárolni, hogy miként hat a hangulatra, tudatállapotra, és a tudatosságra.
Az egyik út a megértéshez az MDMA (ecstasy), mely masszív szerotonin-kibocsátást idéz elő, valószínűleg a visszavételt gátolva.
Az MDMA hatásai, a szinapszisba áramló szerotonin által:
- eufória
- kényelem
- tapintási érzetek megváltozása pozitív irányba
- empátia

Az MDMA emellett noradrenalin-kibocsátást, és kis mennyiségben dopamin-kibocsátást is előidéz. A szerkezetileg hasonló MDEA hatására látszólag csak szerotonin-kibocsátásra készteti az agyat, és hiányzik az erős stimuláns hatás.
Az MDMA egyébként hatékony a Parkinson-kór tüneteinek enyhítésében, jóllehet ezt a hatását valószínűleg a dopaminnak köszönheti, mintsem a szerotoninnak.

## Receptorok

### 5-HT1
Csökkenti a cAMP szintjét.
Aktivációja hatására vazokonstrikció, neuronális gátlás, vazomotor központ gátlása figyelhető meg.
- 5-HT1A-receptor agonistai:
  - Parciális agonisták: buspiron, gepiron, ipsapiron: új típusú szorongáscsökkentő szerek
- 5-HT1B/D-receptor agonistái (migrénes roham kezelése):
  - szumatriptán, naratriptán, rizatriptán, zolmitriptán, eletriptán, almotriptán, frovatriptán: érszűkítő és a neurogén gyulladást gátló hatás a dura materben.
  - ergotamin: parciális agonsta az 5-HT1B/D- és az α-adrenerg receptorokon. Migrénes roham kezelésére ma már ritkán adják, erős méh-izomzat összehúzó hatása miatt szülés utáni vérzések csillapítására használható (terhesség alatt kontraindikált, mert vetélést okozhat).
  - dihidroergotamin: α-receptorokon antagonista hatás; migrénes rohamra szubkután, intramuszkuláris, intravénás és nazálisan is alkalmazható

### 5-HT2
Emeli az IP3 és a DAG szintjét.
Aktivációja hatására simaizmok kontrakciója (bronchusok, méh, belek), vérlemezkék aktivációja/aggregációja, NO-mediált értágulat (vázizomzat, agyhártyák) figyelhető meg.
- 5-HT2A/2C-receptor parciális agonistája:
  - LSD (lizergsav-dietilamid): hallucinogén hatású abúzusszer
- 5-HT2A/2C-receptor-antagonisták:
  - ketánszerin, ritanszerin: vazospazmusokra
  - pizotifén: migrén profilaxisában
  - metiszergid
  - cproheptadin
  - mianszerin, mirtazapin: depresszió kezelése
  - klozapin, olanzapin, risperidon, szertindol: atípusos antipszichotikumok

### 5-HT3
Nem-szelektív kationcsatornákat szabályoz.
Az úgynevezett kemoszenzitív-triggerzóna ingerlésében (közvetve: hányás), érző idegvégződések aktivációjában (pl.: fájdalom, viszketés) játszik szerepet.
- 5-HT3-receptor-antagonisták:
  - ondanszetron, tropiszetron, graniszetron, dolaszetron: főleg citosztatikus kezelés során használt antiemeticumok (hányáscsillapítók).
  - aloszetron
  - galanolakton

### 5-HT4
Növeli a cAMP szintjét.
Aktivációja hatására neuronális serkentés, pozitív kronotrop és inotrop hatás figyelhető meg.
- 5-HT4-receptor agonistái:
  - cizaprid, metoklopramid: prokinetikushatású szerek, a gyomor motilitását fokozzák. A nyelőcső és a gyomor közti záróizom tónusának növelése miatt alkalmasak reflux-betegség kezelésére is.
  - metoklopramid: a dopamin D2-es receptorán is antagonista; antiemeticum
  - tegazerod (parciális agonsta)*

### 5-HT5,6,7
Kevésbé karakterizált receptorcsaládok.

## Szerotonin szindróma
Életveszélyes állapot, az 5-HT1A és valószínűleg az 5-HT2 szerotonin-receptor túlingerlése váltja ki.
Tünetei:
A szindróma zavarodottsággal, hasmenéssel, lázzal, mozgáskoordinációs zavarokkal, halálfélelemmel, vizuális hallucinációkkal, nyugtalansággal, hidegrázással, izzadással, kontrollálhatatlan izgatottsággal, reszketéssel vagy remegéssel, rángatózással járhat.
A leggyakrabban az alábbi szerek vagy ezek kombinációi vezetnek szerotonin-szindrómához:
- Szelektív szerotonin visszavétel gátlók (SSRI): citaloprám, fluoxetin, fluvoxamin, paroxetin, szertralin
- Szerotonin és noradrenalin visszavétel gátlók (SNRI): venlafaxin, trazodon
- Szerotonin Modulátor és Serkentők (SMS): vortioxetin, vilazodone
- Bupropion
- Fájdalomcsillapítók: fentanil, tramadol
- Migrén ellenes szerek: szumatriptán, zolmitriptán
- L-[triptofán] aminosav
- Hangulatstabilizáló: lítium
- Hányáscsillapítók: graniszetron, metoklopramid, ondanszetron
- Köhögéscsillapítók: dextrometorfán
- Növényi készítmények: ginzeng és orbáncfű
- Drogok: LSD, Ecstasy, amfetamin, meszkalin

## Kapcsolódó lapok
- Neurotranszmitter
  - Dopamin
  - Adrenalin
  - Noradrenalin
- Receptor
  - 5-HT1A
  - 5-HT2

## Fordítás
- Ez a szócikk részben vagy egészben  a   Serotonin című angol Wikipédia-szócikk fordításán alapul.  Az eredeti cikk szerkesztőit annak laptörténete sorolja fel. Ez a jelzés csupán a megfogalmazás eredetét és a szerzői jogokat jelzi, nem szolgál a cikkben szereplő információk forrásmegjelöléseként.